# 路易-欧仁·卡芬雅克
路易-欧仁·卡芬雅克（法語：Louis-Eugène Cavaignac，1802年10月15日—1857年10月28日），法国将军，让·巴普蒂斯·卡芬雅克次子，艾兰诺-路易·戈德弗鲁瓦·卡芬雅克之弟，生于巴黎。
卡芬雅克在1840年代法國征服阿爾及利亞期間，他表現突出，1848年被任命為阿爾及利亞總督。在1848年革命中，他被選入法國的立法議會。法兰西第二共和国臨時政府成立後，任命他為陸軍部長。同年6月巴黎工人起義，他进行殘酷鎮壓，6月28日卡芬雅克被制宪议会批准为部长会议主席，11月21日法兰西第二共和国宪法颁布，12月10日举行总统选举，夏尔·路易·拿破仑·波拿巴以75%选票战胜卡芬雅克当选总统。
1851年12月2日路易·波拿巴发动军事政变，卡芬雅克和其他反对派成员被逮捕，经过短暂监禁后被释放，与他刚结婚的妻子居住在萨尔特省Ourne直到他去世。他的儿子雅克·马里·欧仁·戈德弗鲁瓦·卡芬雅克（Jacques Marie Eugène Godefroy Cavaignac）也是一个著名的政治家。
| 官衔                     | 官衔                                  | 官衔                 |
| ------------------------ | ------------------------------------- | -------------------- |
| 前任者： 弗朗索瓦·阿拉戈 | 法国总理 1848年6月28日—1848年12月20日 | 繼任者： 奥迪隆·巴罗 |